# Osterbrunnen

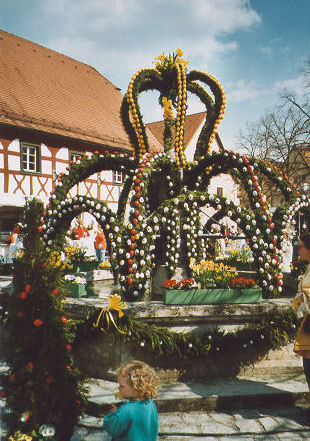
Osterbrunnen in Heiligenstadt

Ursprünglich aus der Fränkischen Schweiz stammend, hat sich der Brauch, in der Zeit vor Ostern öffentliche Dorfbrunnen mit bemalten Ostereiern und anderen Verzierungen als Osterbrunnen zu schmücken, seit den 1980er Jahren auch in weiten Teilen Süd-, Mittel- und Ostdeutschlands verbreitet.
Die Anordnung der Ostereier erinnert meist an die Form einer Krone und wird deshalb auch Osterkrone genannt. Diese dient nicht überall zur Dekoration eines Brunnens, sondern wird auch an anderen geeigneten öffentlichen Plätzen aufgehängt oder aufgestellt.

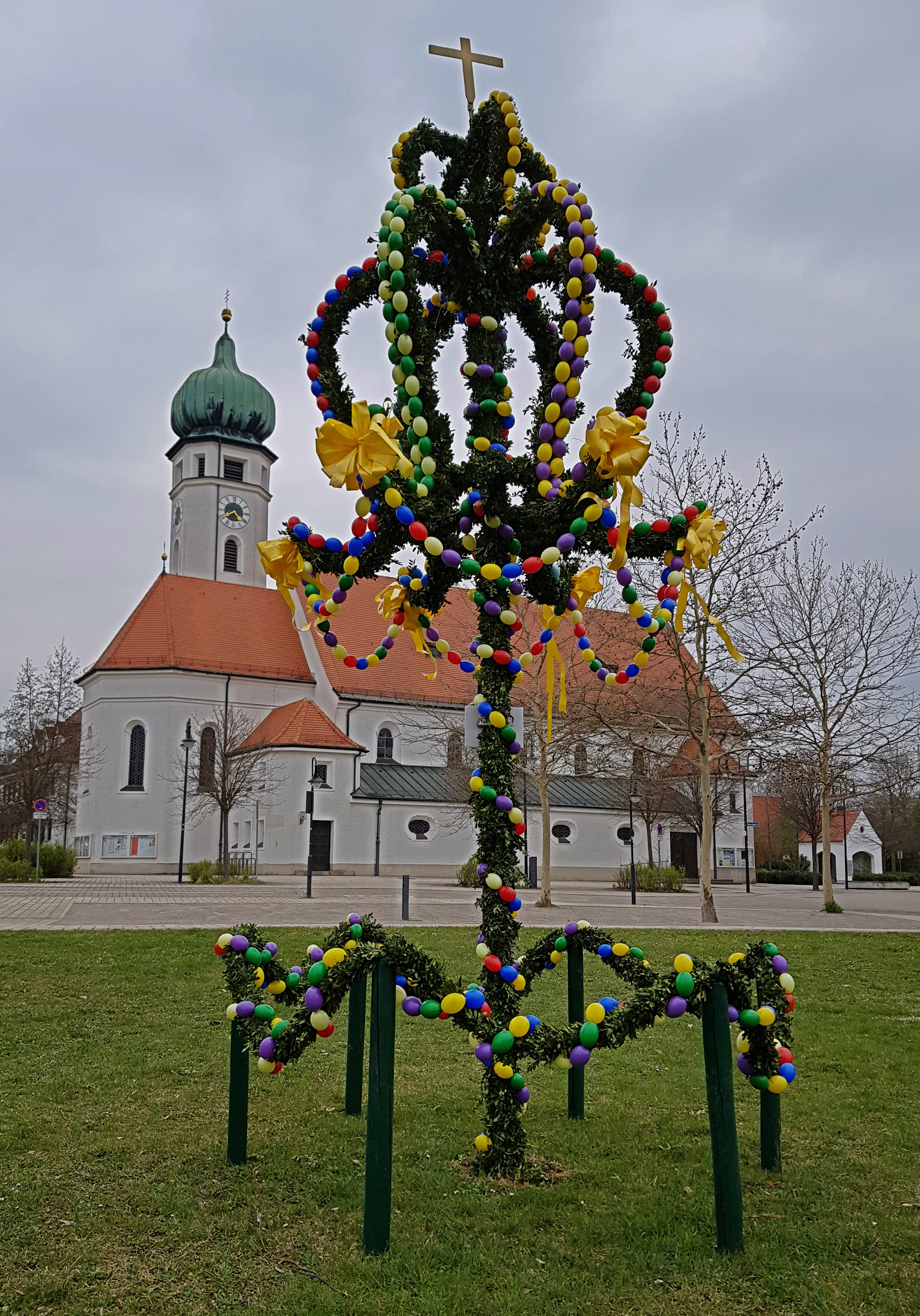
Osterkrone vor der Kirche in Eichenau in Oberbayern

## Zeitpunkt und Orte
Üblicherweise werden die Osterbrunnen in den Gemeinden ab Palmsonntag geschmückt (traditionell erst ab Karsamstag) und bleiben es bis zwei Wochen nach Ostern. Während dieser Zeit sind die Orte mit als besonders schön geltenden Osterbrunnen beliebte touristische Ausflugsziele. Besonders die Brunnen in Heiligenstadt, Bieberbach oder im baden-württembergischen Schechingen gelten inzwischen als Touristenattraktionen, die von zahlreichen Busreisegruppen aus München, Dresden, Stuttgart und anderen Großstädten besucht werden. In Heiligenstadt wurden an einem einzigen Tag etwa 80 Busse gezählt.

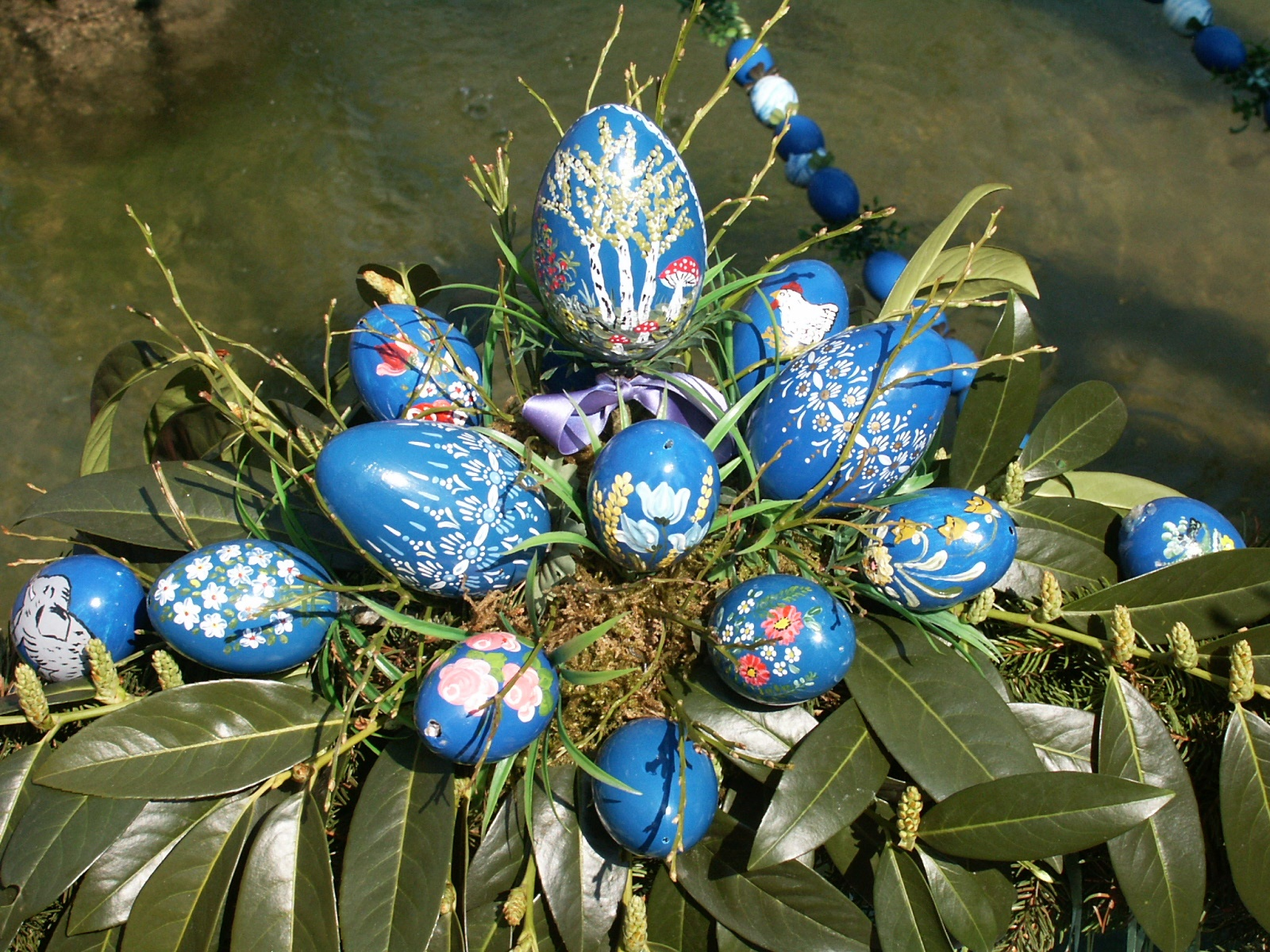
Ostereibemalung in Bieberbach (2004)
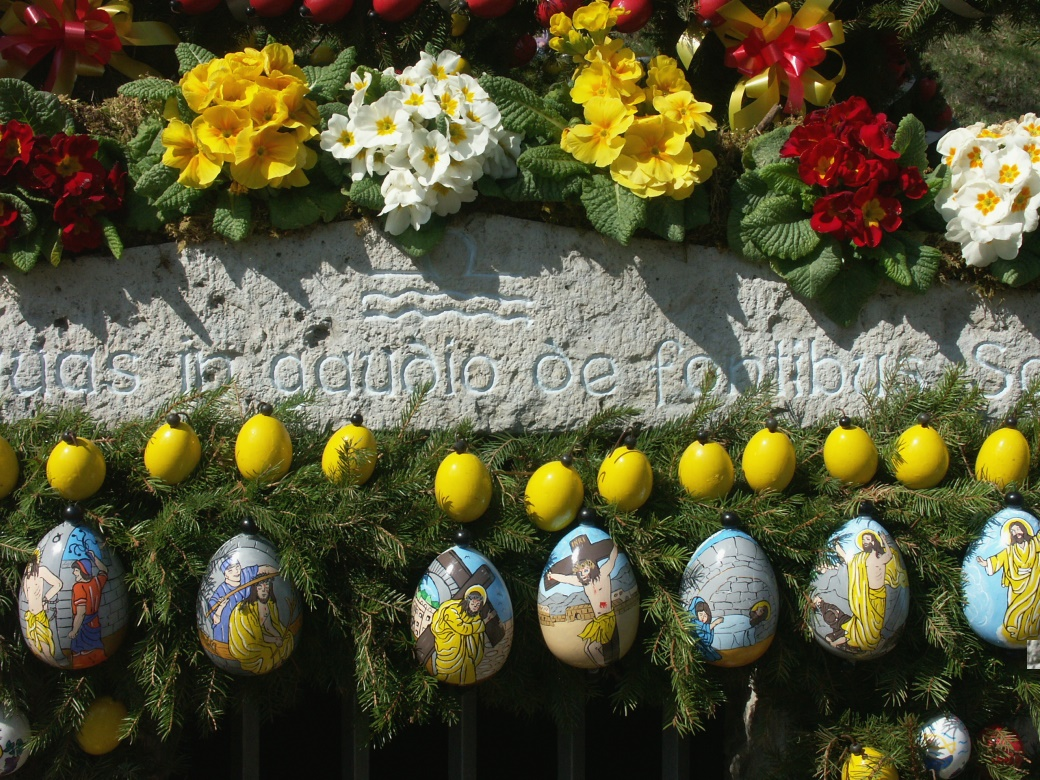
Osterbrunnen-Eier mit Christus-Motiven (2005)
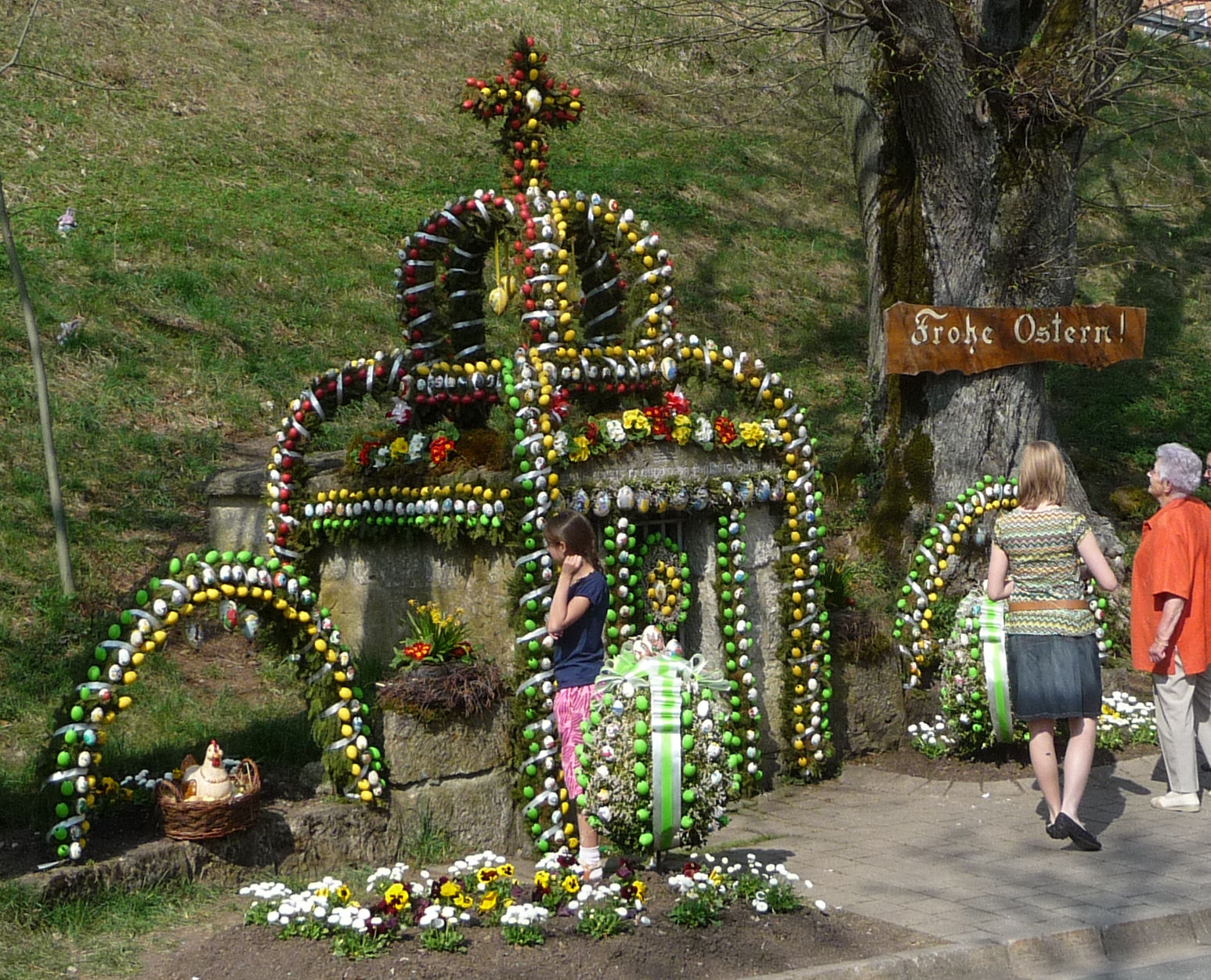
Osterbrunnen in Tiefenpölz (2009)
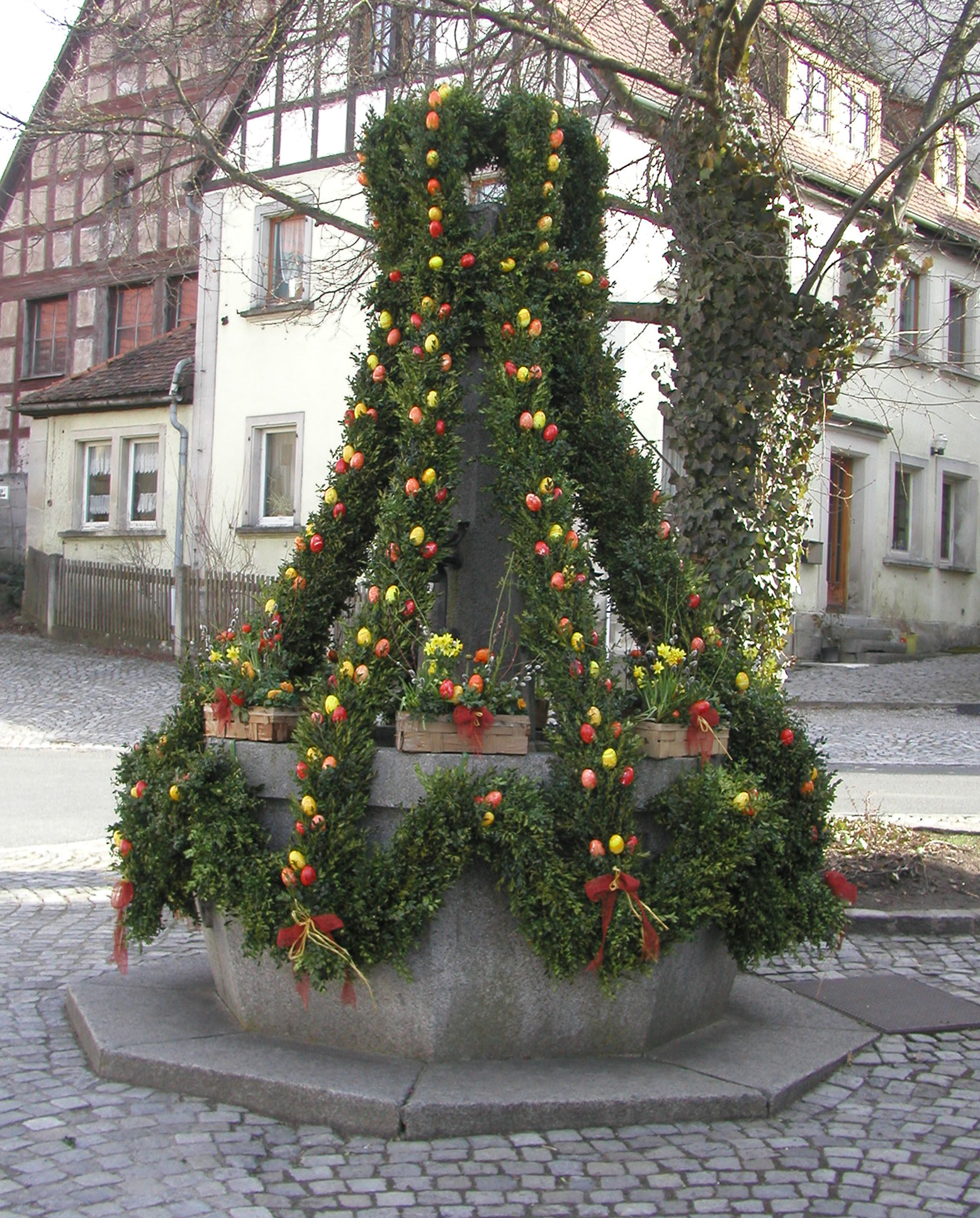
Osterbrunnen in Münchsteinach (2010)
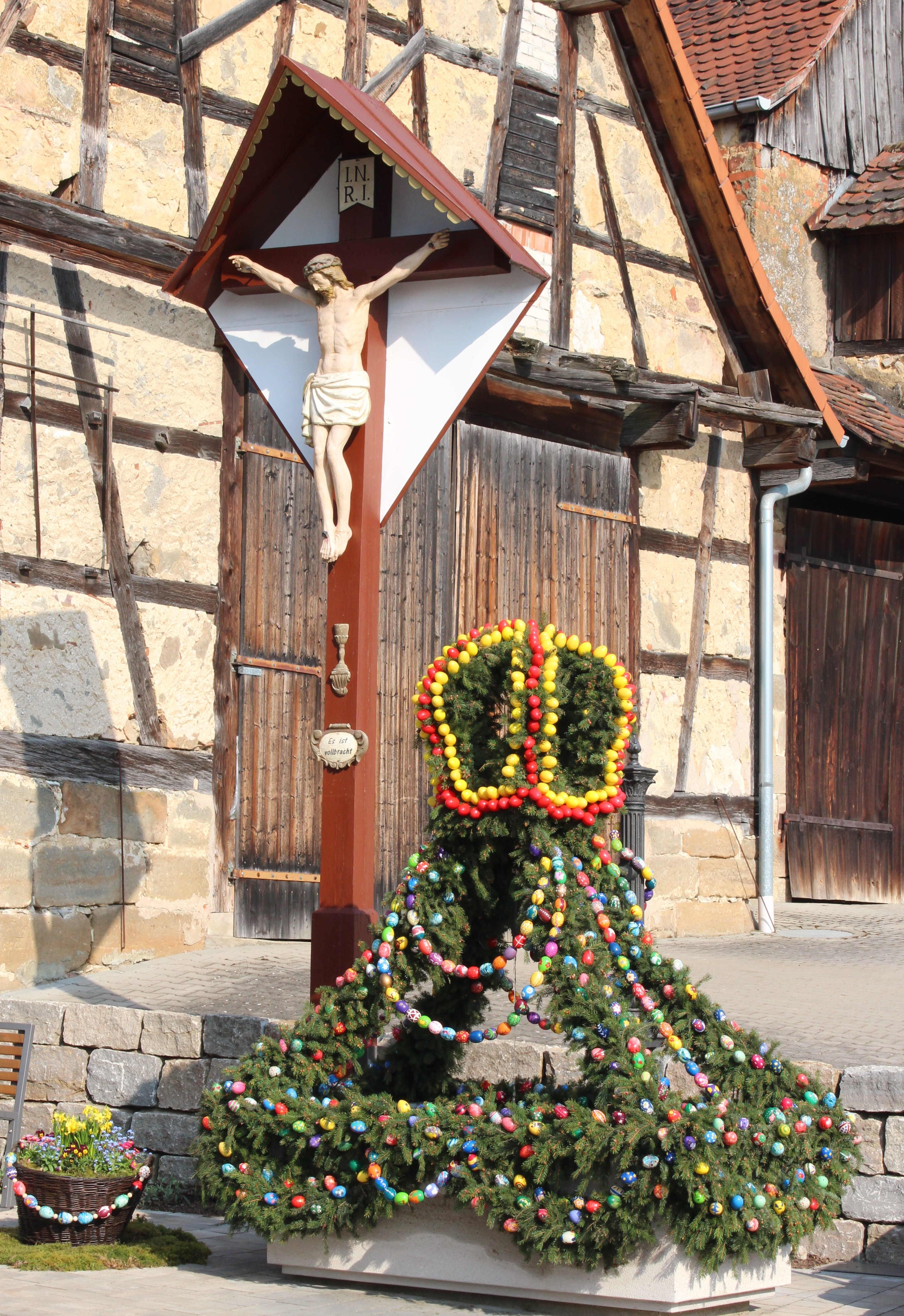
Osterbrunnen in Rettern (2014)
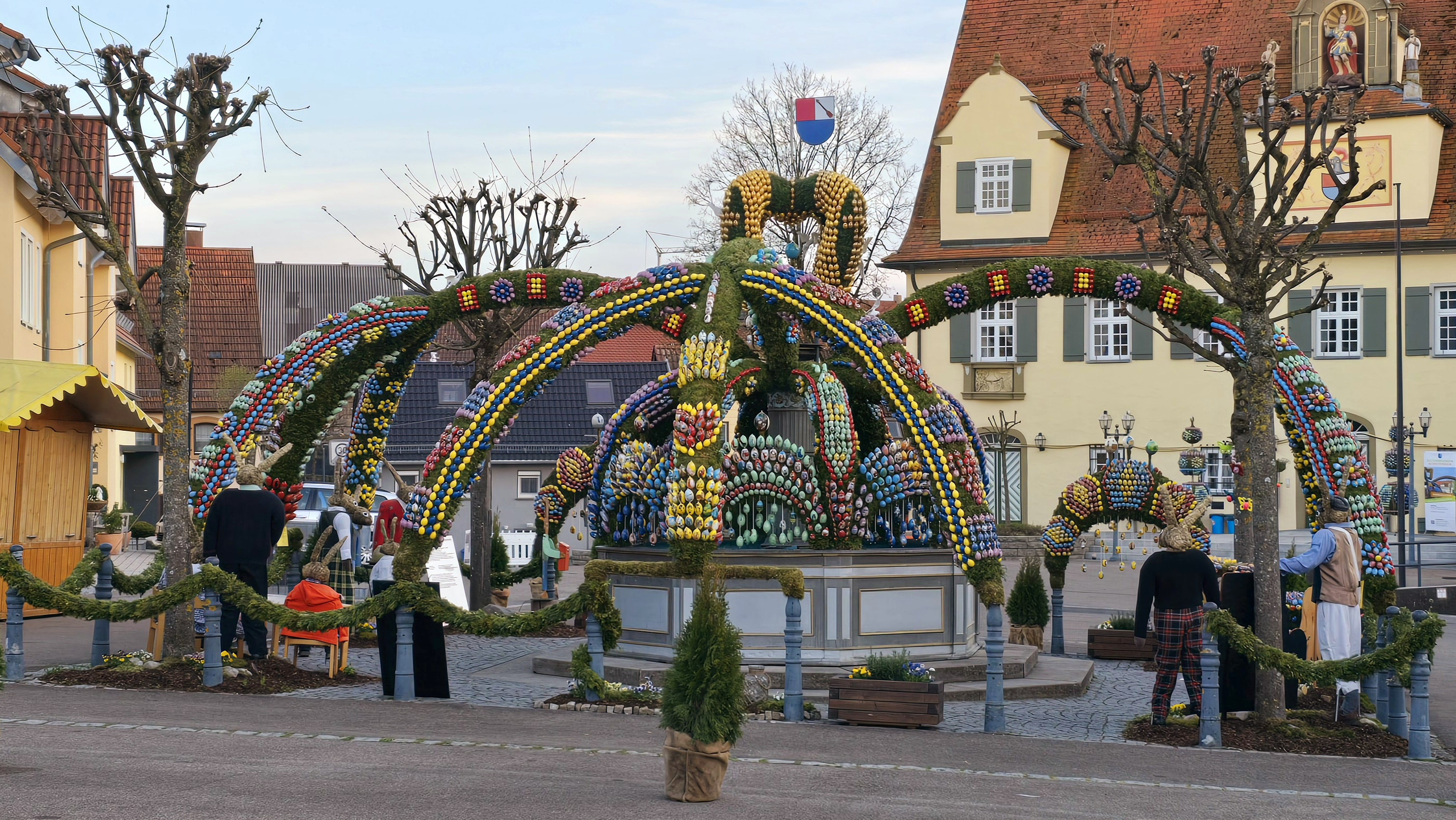
Osterbrunnen in Schechingen (2025)
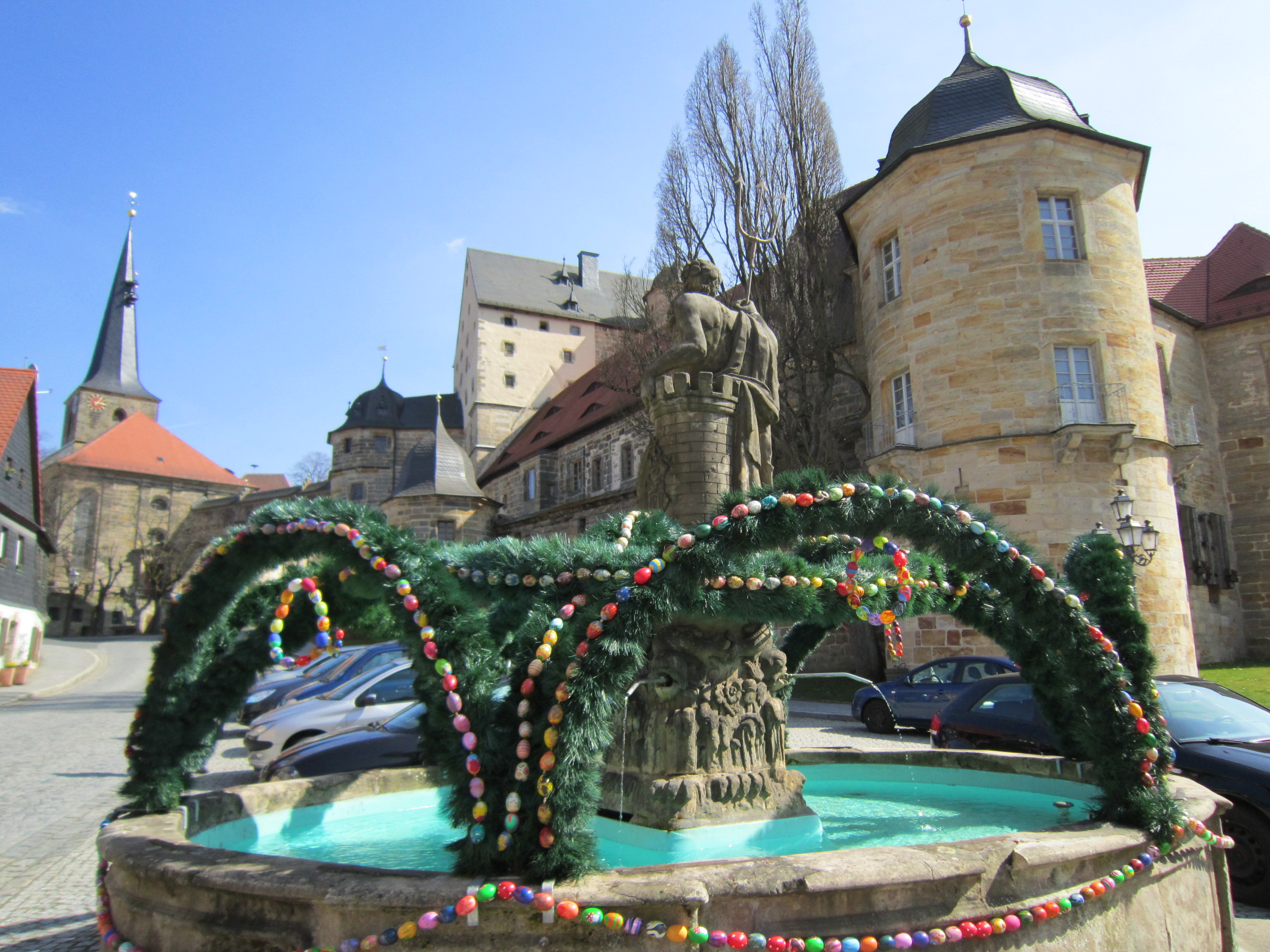
Osterbrunnen vor Schloss Thurnau (2015)
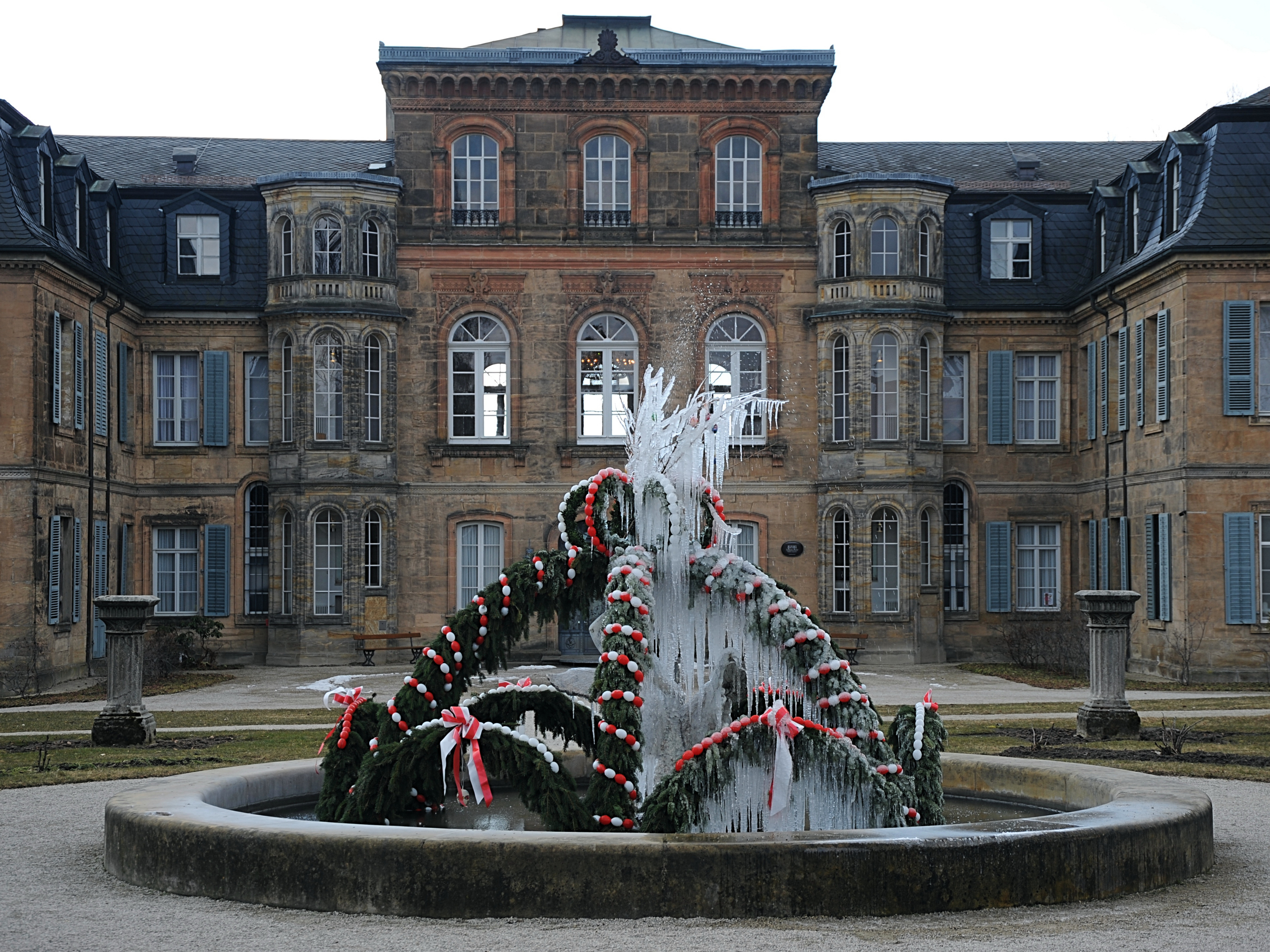
Vereister Osterbrunnen vor Schloss Fantaisie in Eckersdorf (2013)

## Fränkische Schweiz

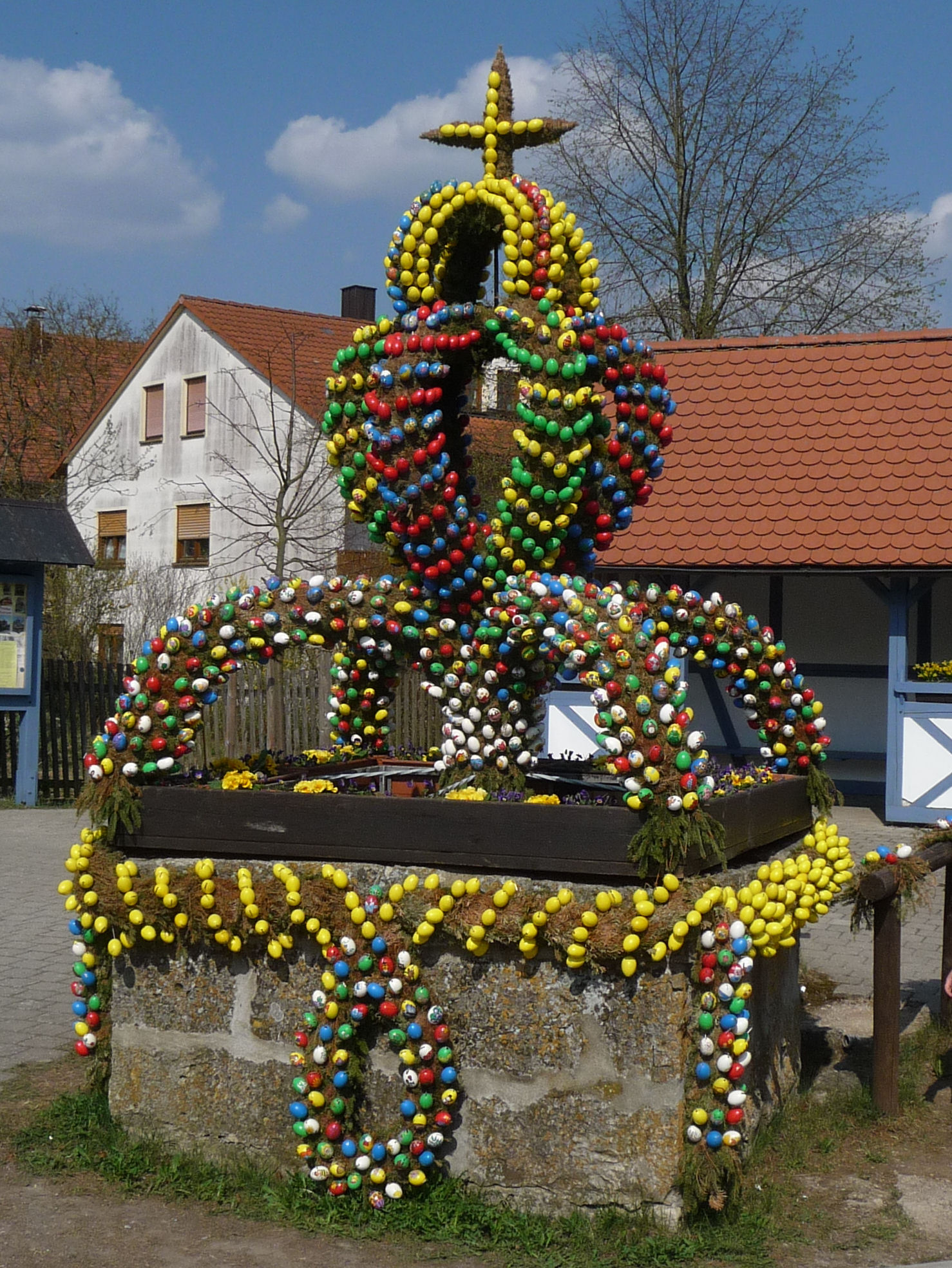
Osterbrunnen in Teuchatz

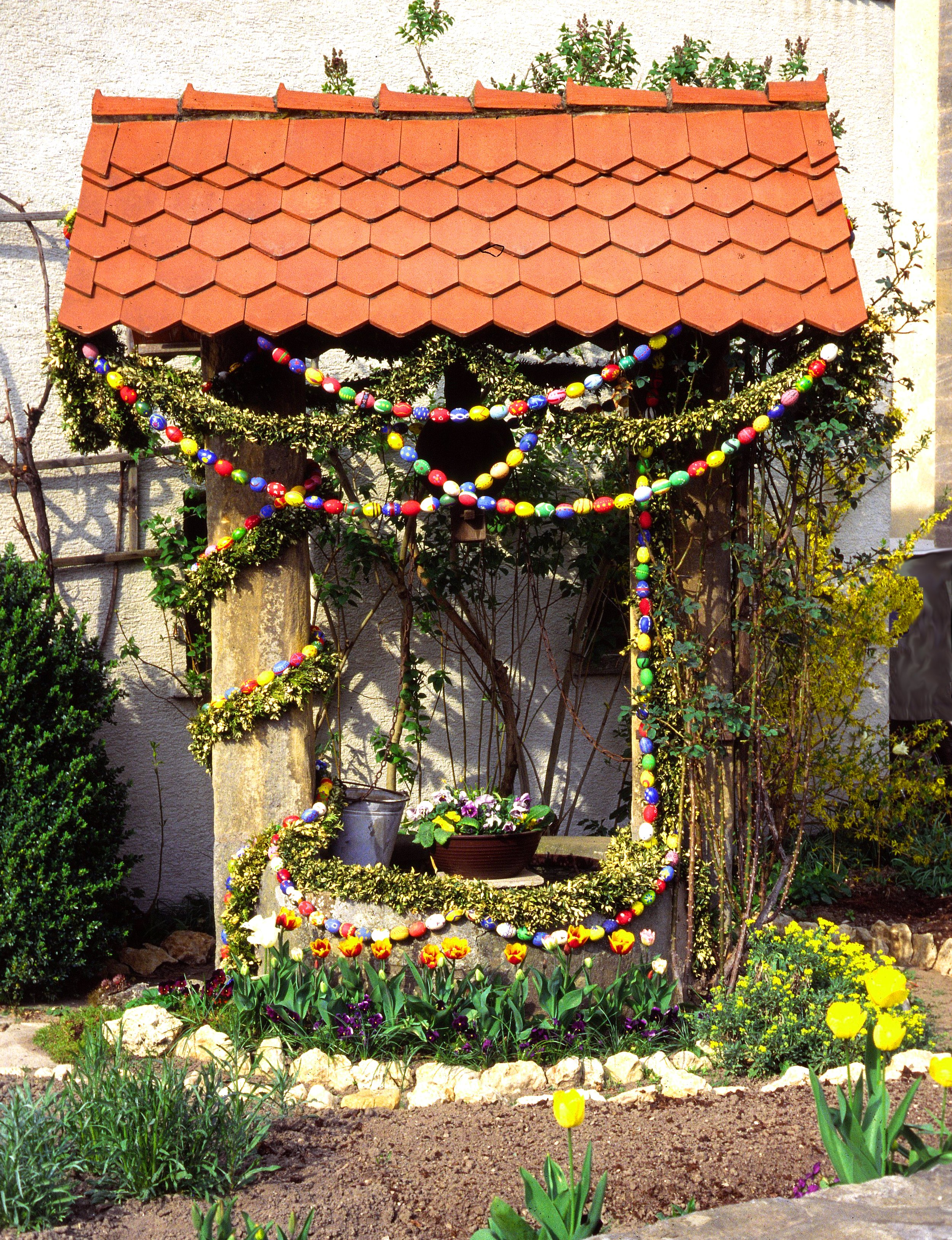
Osterbrunnen in der Fränkischen Schweiz

Ungesicherte mündliche Überlieferungen berichten erstmals von einem Osterbrunnen in Aufseß um das Jahr 1909. Die Gründe für die Entstehung des Brauches des österlichen Brunnenschmückens in der Fränkischen Schweiz sind unklar. Neben christlichen Interpretationen wird als Erklärung häufig die Wasserarmut der Fränkischen Schweiz genannt, durch die der Wasserversorgung ein besonders hoher Stellenwert zukam. Auch wurde immer wieder das gründliche, meist in Gemeinschaftsarbeit durchgeführte Reinigen der für die Trinkwasserversorgung wichtigen Brunnen und Quellen vom Schmutz des Herbsts und Winters mit dem Entstehen der Osterbrunnen in Verbindung gebracht. Wesentlich wahrscheinlicher ist jedoch eine von Beginn an touristische Ausrichtung der Osterbrunnen. So bestand in der Fränkischen Schweiz und insbesondere in der mit dem Auftreten der Osterbrunnen um 1910 eng verbundenen Region um Muggendorf bereits seit dem frühen 19. Jahrhundert eine rege Tourismustätigkeit. Die Osterbrunnen entwickelten sich dabei bereits kurz nach ihrer erstmaligen Erwähnung in der ansonsten eher besucherarmen Frühjahrszeit zum Besuchermagneten.
Bereits in den 1920er Jahren kam es zu ersten (Fehl-)Deutungen der Osterbrunnen als Überreste slawischen bzw. wendischen „heidnischen Brauchtums“. In den 1930er Jahren wurden diese Ideen von der regionalen NS-Propaganda teilweise übernommen und die Osterbrunnen zum „germanischen“ Brauch mit uralten Wurzeln im „Quellkult unserer Ahnen“ umgedeutet. Wohl weil ihnen slawische Ursprünge zugeschrieben wurden und weil sie im Vergleich zu heute noch wenig verbreitet waren, fanden die Osterbrunnen jedoch weniger Beachtung und wurden weniger zur NS-Propaganda verwendet.
Die Rationierung der Eier, der Rückgang des Tourismus und der Bedeutungsverlust der Brunnen durch moderne Wasserversorgungssysteme ließen während und nach dem Zweiten Weltkrieg den Brauch der Osterbrunnen deutlich schwinden. Um den vermeintlich „alten“ Brauch vor dem Aussterben zu retten, engagierte sich ab dem Jahr 1952 der Nürnberger Arzt und Burgenforscher Hellmut Kunstmann zusammen mit seiner Frau energisch für den Fortbestand der Osterbrunnen. Dieses Engagement bewirkte, zusammen mit der in den Nachkriegsjahren wieder einsetzenden touristischen Vermarktung der Osterbrunnen, in den Folgejahren die Übernahme des „Brauches“ in zahlreichen weiteren Gemeinden der Fränkischen Schweiz und darüber hinaus. Bereits in den 1920er und 1930er Jahren kam es ausgehend von der Fränkischen Schweiz zu einer – wenn auch kurzfristigen – Ausbreitung der Osterbrunnen in weitere Teile Bayerns und ins benachbarte Thüringen. Dauerhaft weitere Verbreitung fanden die Brunnen jedoch erst in den 1970er und 1980er Jahren. Österliche Busrundfahrten von Touristengruppen zu den Osterbrunnen der Fränkischen Schweiz und in weiten Teilen Süddeutschlands sind inzwischen eine wichtige Einnahmequelle der lokalen und regionalen Tourismus- und Gastronomieunternehmen.

## Außerhalb der Fränkischen Schweiz
Seit den 1980er Jahren verbreiteten sich Osterbrunnen verstärkt auch außerhalb der Fränkischen Schweiz.
Inzwischen gibt es Osterbrunnen in weiten Teilen Bayerns, Hessens, Thüringens, Sachsens, in Rheinland-Pfalz und im Saarland. Insbesondere die baden-württembergischen Orte Schechingen und Oberstadion, das neben einem Ostermuseum auch den aktuell größten Osterbrunnen Deutschlands mit knapp 27.000 Eiern (Stand 2014) errichtet, etablierten sich in den vergangenen Jahren als Zentren des Osterbrunnentourismus außerhalb Frankens.
Seit Mitte der 2000er Jahre ist daneben vereinzelt die Verbreitung der Osterbrunnen nach Norden festzustellen. So führte 2006 die Stadtmarketingabteilung des emsländischen Haselünne das Schmücken der örtlichen Brunnen und Pumpen ein.

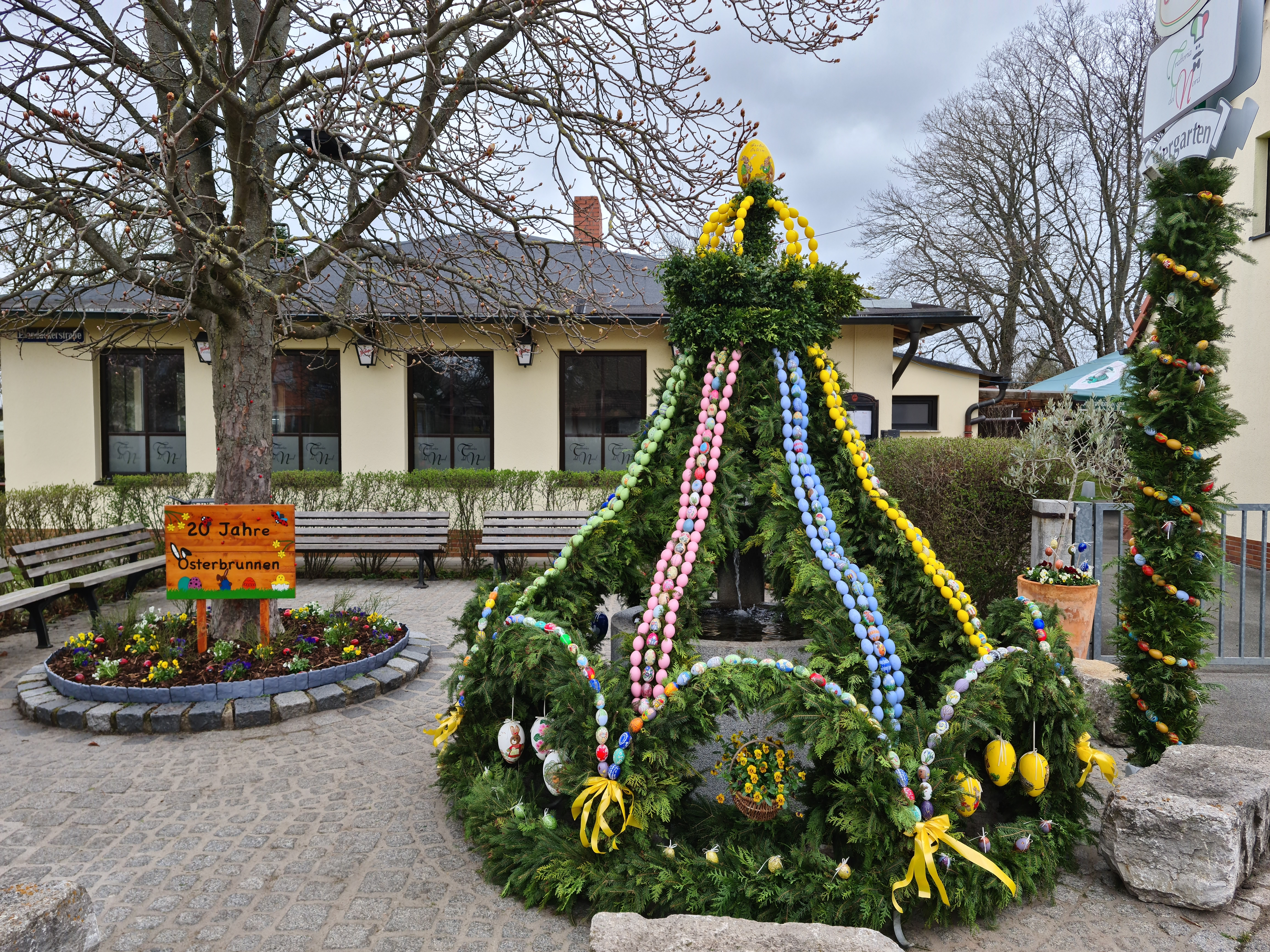
Mittelfranken: Osterbrunnen in der Kriegsopfersiedlung in Nürnberg-Schniegling
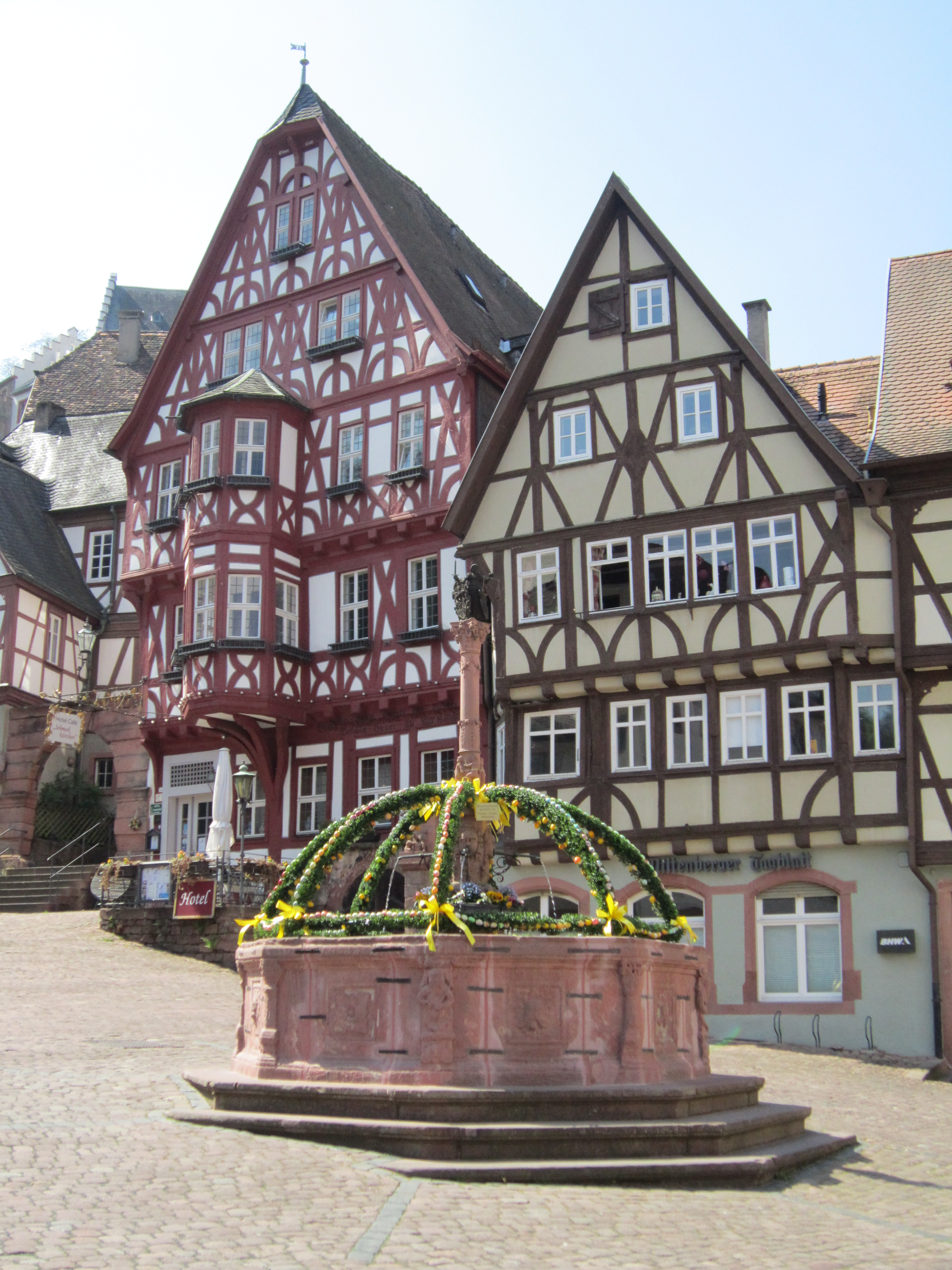
Unterfranken: Osterbrunnen in Miltenberg
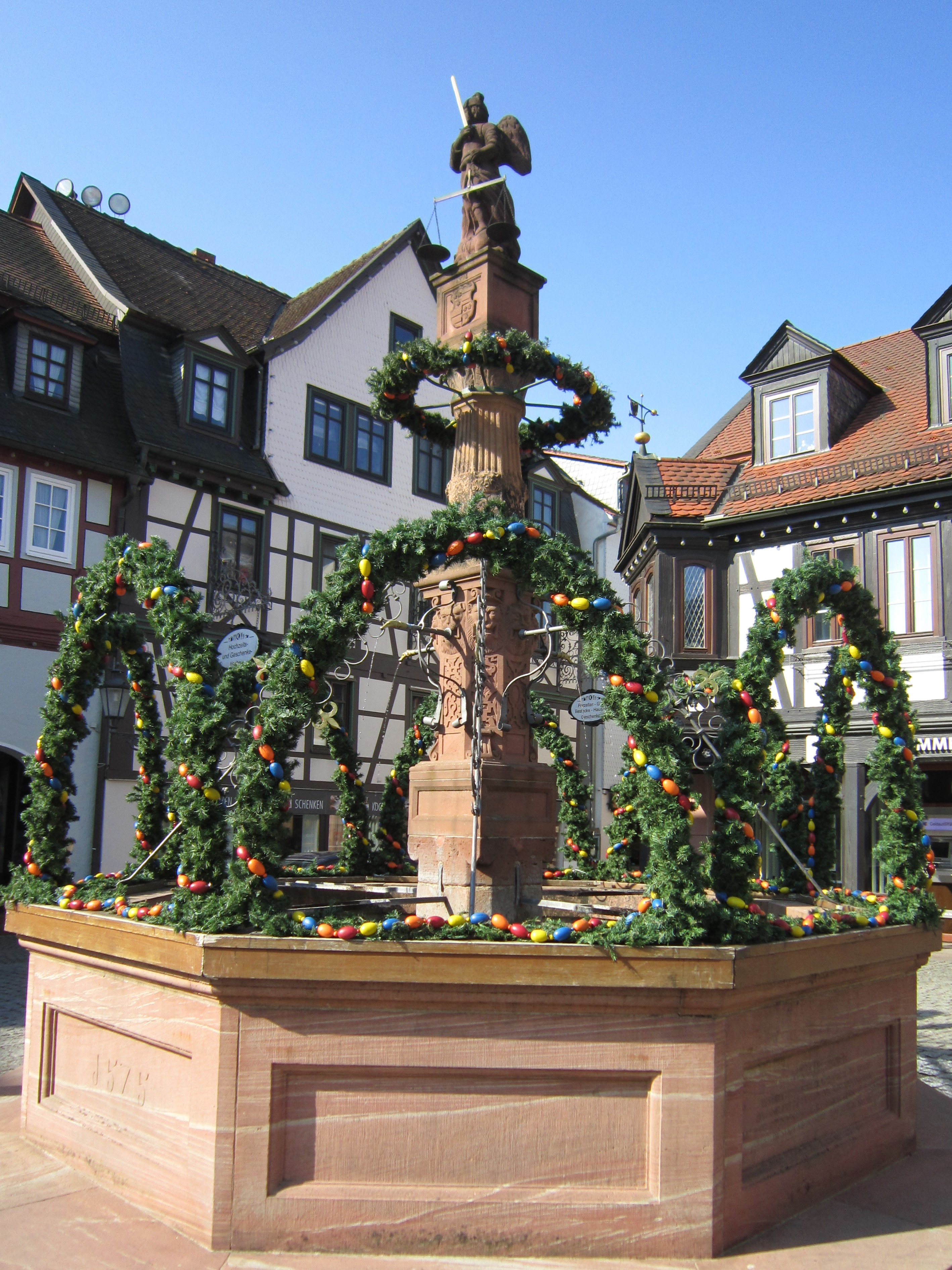
Südhessen: Osterbrunnen in Michelstadt
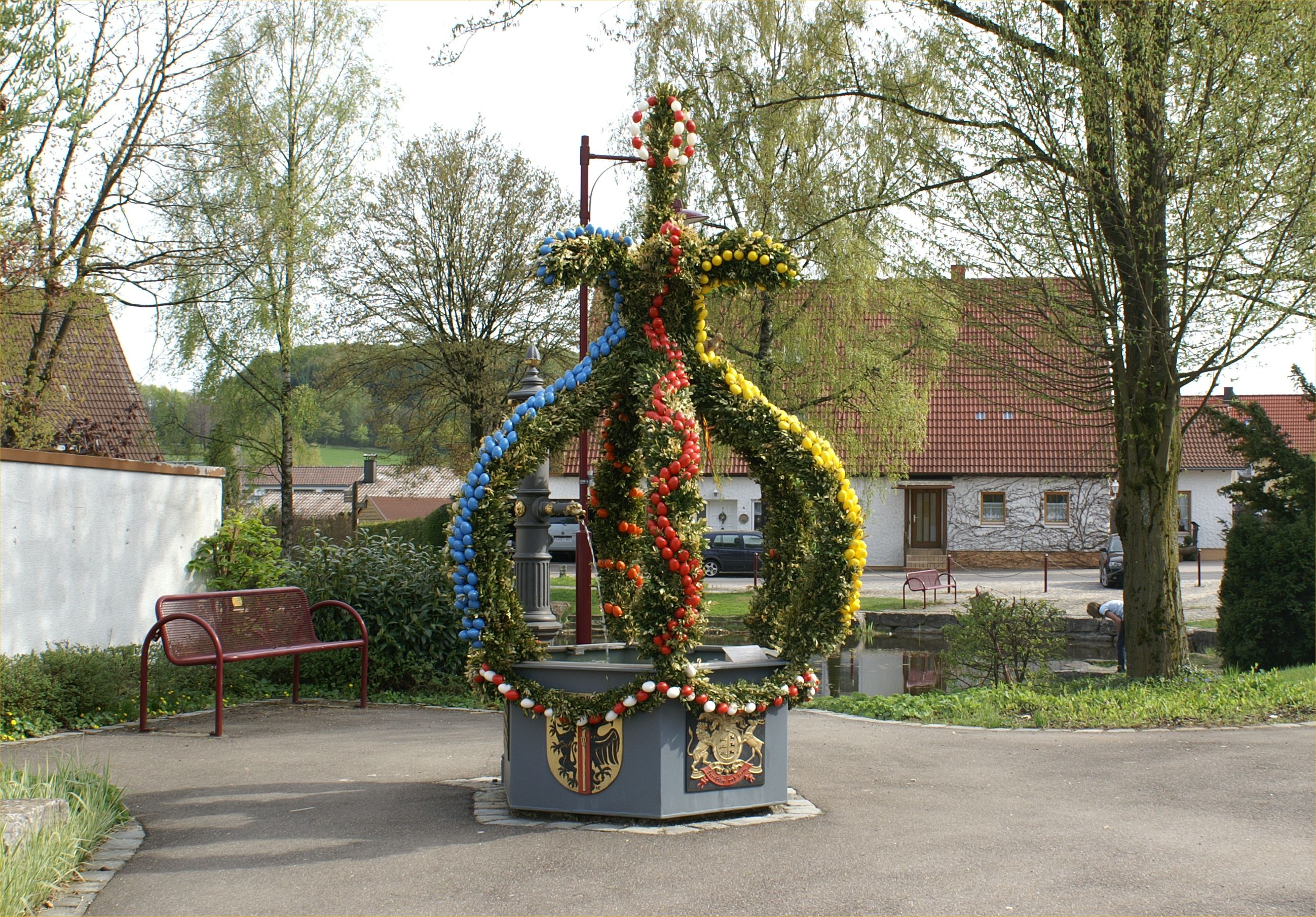
Schwaben: Osterbrunnen vor der Hüle in Bartholomä
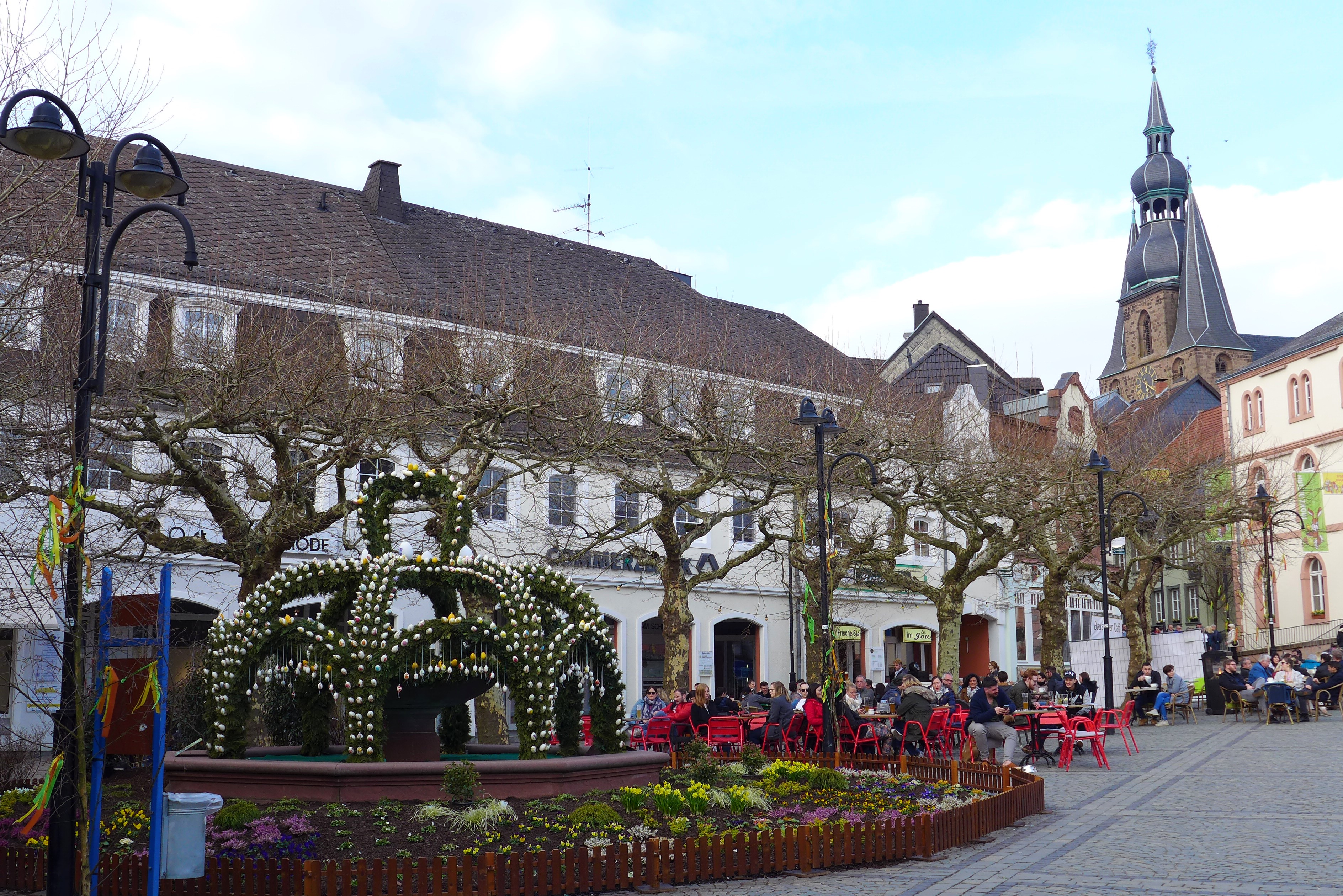
Saarland: Osterbrunnen in St. Wendel
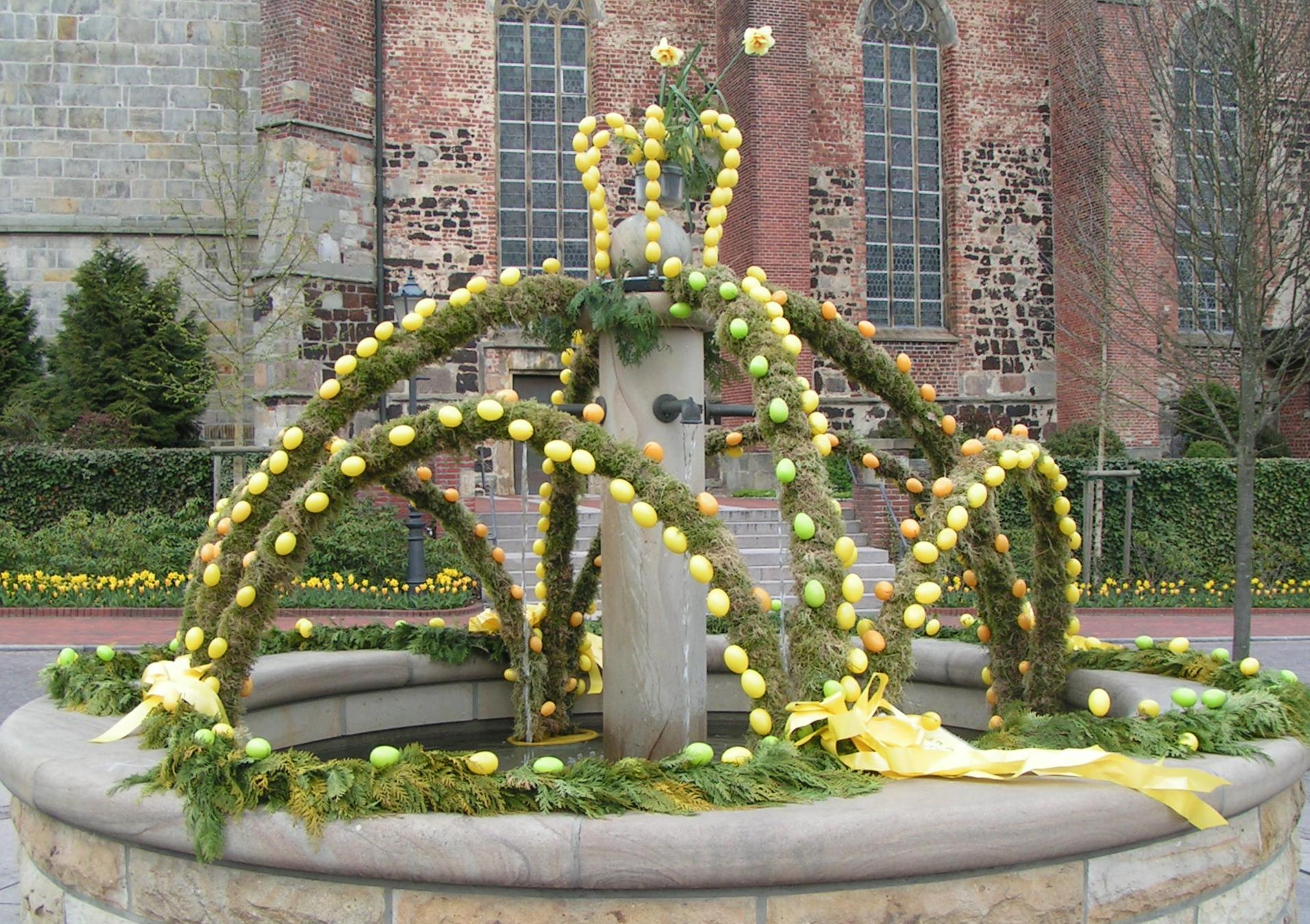
Niedersachsen: Osterbrunnen in Haselünne (Emsland)

## Konkurrenz zwischen den Standorten
Vor dem Hintergrund zunehmender Konkurrenz um begrenzte Besucherzahlen entwickelte sich unter den Osterbrunnenstandorten ein ausufernder Wettbewerb um den größten, schönsten und „authentischsten“ Osterbrunnen. So verlor der 2001 mit 11.108 handbemalten Eierschalen geschmückte Brunnen im fränkischen Bieberbach seinen Eintrag im Guinness-Buch der Rekorde als größter Osterbrunnen 2005 an das oberpfälzische Sulzbach-Rosenberg, wo der dortige Stadtbrunnen mit 16.500 Eiern dekoriert worden war. 2014 überbot die oberschwäbische Gemeinde Oberstadion diesen Rekord und strebt mit ihrem aktuell knapp 27.000 Eier zählenden Osterbrunnen ebenfalls einen Eintrag in das Guinness-Buch der Rekorde an.

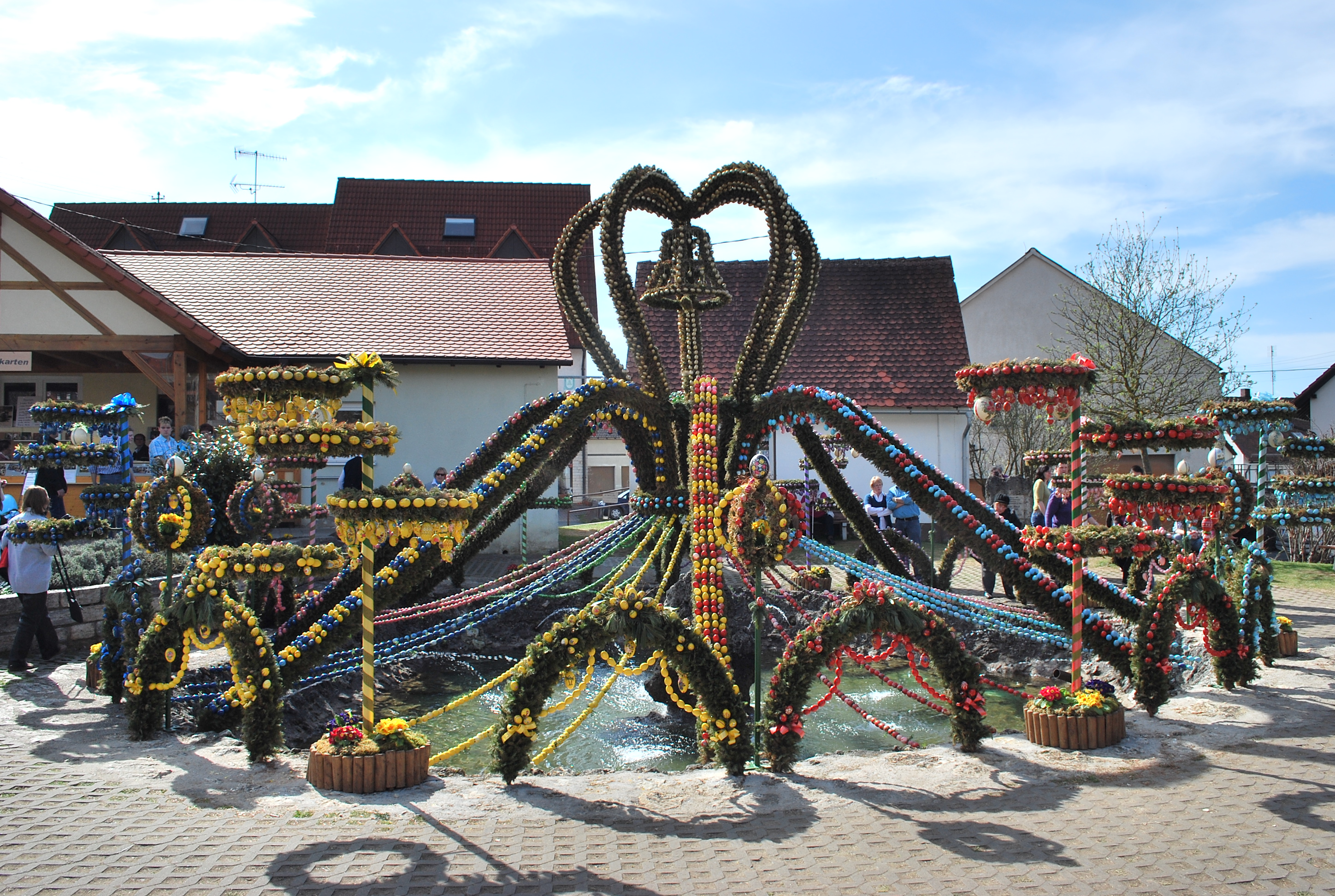
Osterbrunnen in Bieberbach
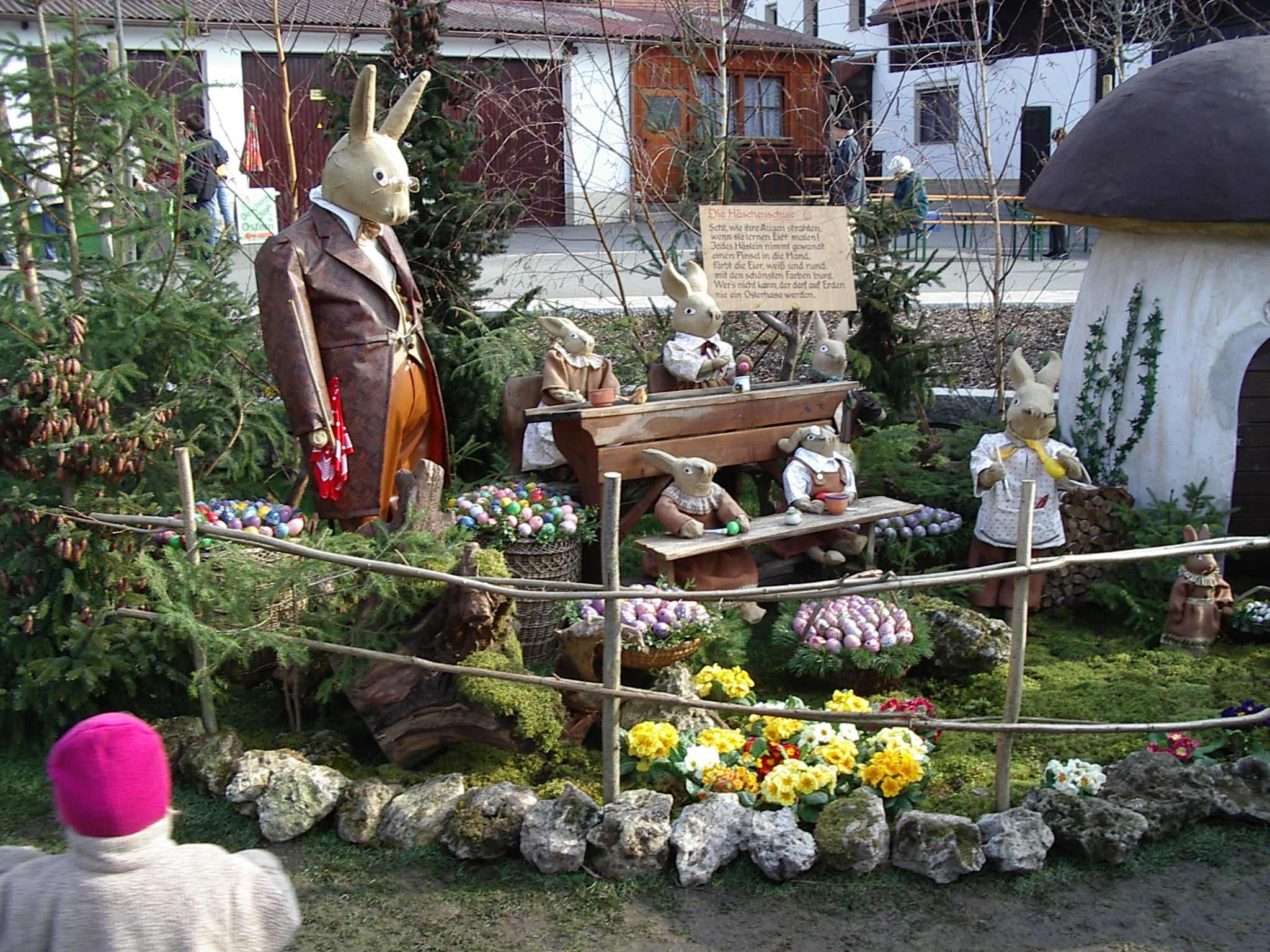
Osterbrunnen-Häschenschule in Bieberbach April 2004; Figuren frei nach „Die Häschenschule“ von Albert Sixtus (Autor) und Fritz Koch-Gotha (Illustrator)
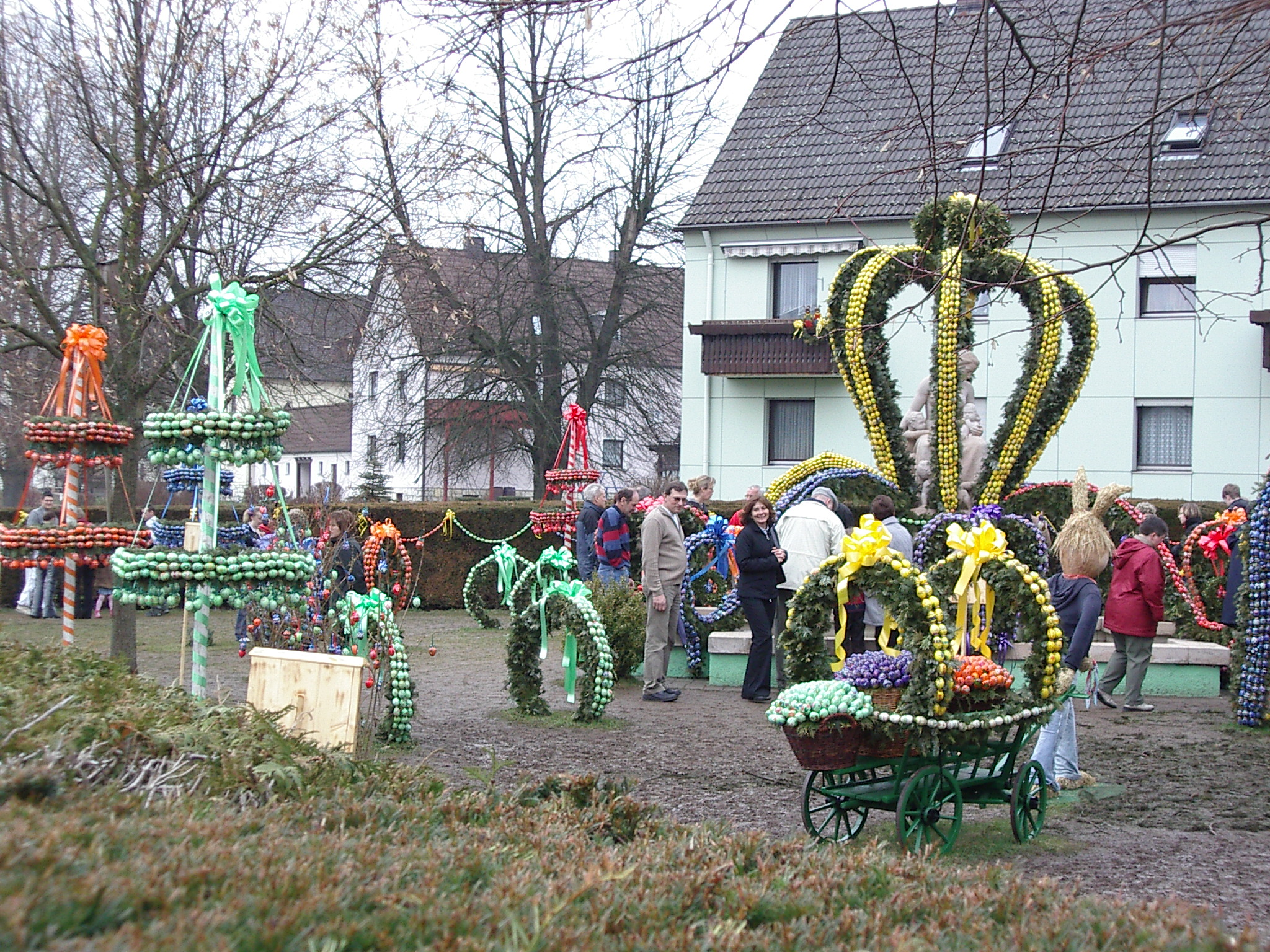
Rekordbrunnen von Sulzbach-Rosenberg in 2005
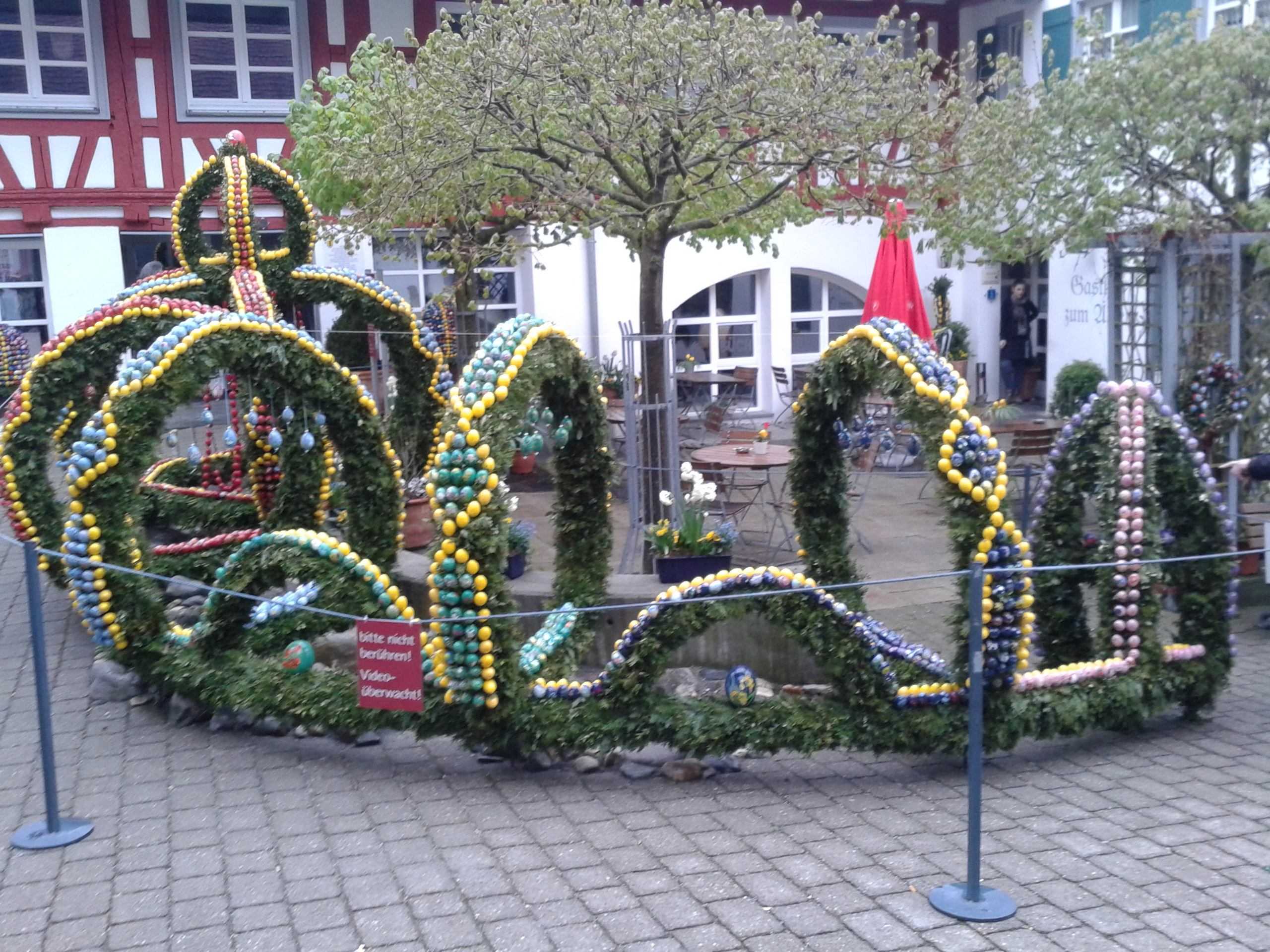
Rekordversuchbrunnen in Oberstadion

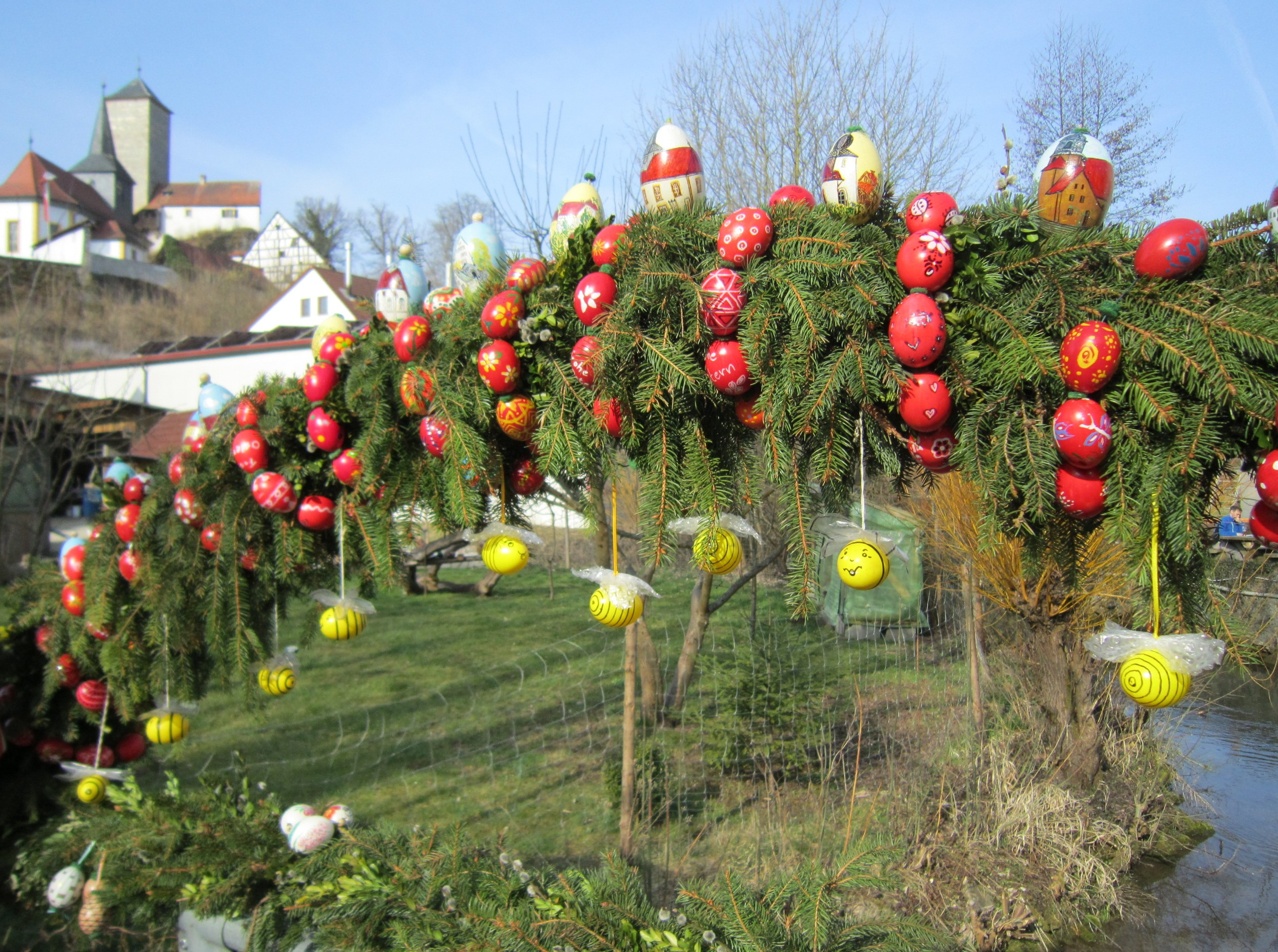
Osterbrücke über die Aufseß unterhalb von Schloss Unteraufseß

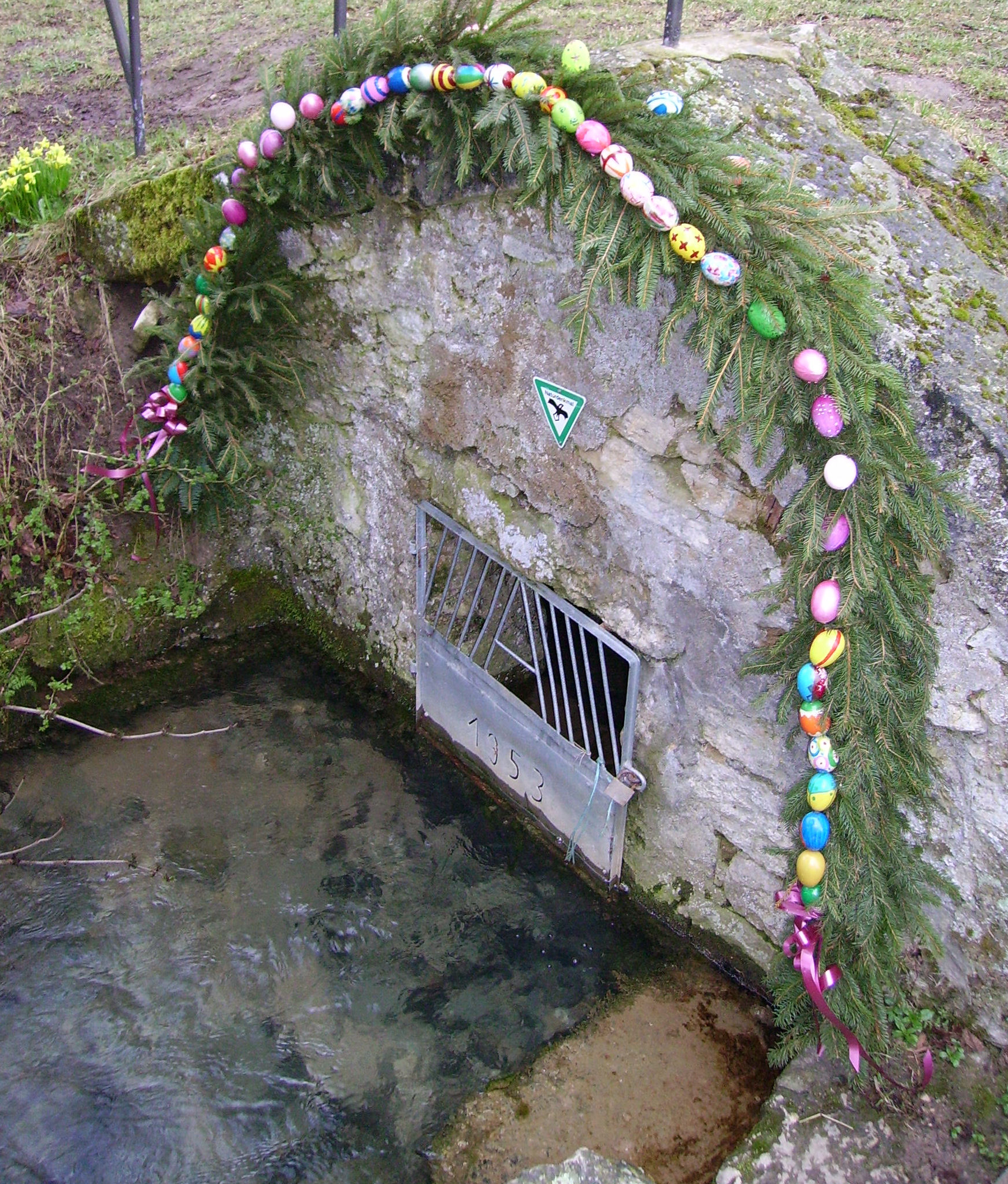
Quelle der Aufseß bei Königsfeld in Oberfranken

## Abwandlungen
Auch andere gewässernahe Einrichtungen werden gelegentlich wie Osterbrunnen geschmückt, z. B. Brücken über Gewässer und Quellen.

## Vandalismus
Aufgrund der mutwilligen und teils gezielten Zerstörungen des Eierschmucks wurden inzwischen in vielen Gemeinden die ursprünglich in aufwendiger Handarbeit bemalten, ausgeblasenen Hühnereier durch weniger anfällige Kunststoffeier ersetzt.

## Herkunft
Neuere Forschungen haben ergeben, dass es sich bei den fränkischen Osterbrunnen um eine bewusste, in engem Zusammenhang mit touristischen Überlegungen stehende Brauchtums-Neuschöpfung des späten 19. oder frühen 20. Jahrhunderts handelt. Nach unbestätigten mündlichen Überlieferungen wird der Ursprung der Osterbrunnen zumeist um 1909 in der kleinen Gemeinde Aufseß (Fränkische Schweiz) angegeben. Erste schriftliche Belege weisen hingegen 1913 Engelhardsberg bei Muggendorf (heute Teil der Gemeinde Wiesenttal) als Ursprungsort aus. Trotz zahlreicher Untersuchungen konnten bisher keine stichhaltigen Belege für einen älteren Ursprung des Brauches oder Verbindungen mit anderen, älteren Bräuchen der Region gefunden werden. Dennoch tauchen in zahlreichen Zeitungsartikeln, Informationsbroschüren, auf Homepages der Osterbrunnen-Gemeinden, in Touristenführern oder in von teils selbsternannten Heimatforschern herausgegebenen Publikationen immer wieder historisch wie wissenschaftlich nicht haltbare Theorien und Vermutungen zu einem heidnischen oder mittelalterlichen Ursprung der Osterbrunnen auf. Als Belege werden neben (zumeist verdeckten) Zitaten aus nationalsozialistischer Literatur vor allem die heute als überholt geltenden Überlegungen Claudia Schillingers und Karl Weinholds angegeben.

## Nicht haltbare Theorien zum Ursprung

### Claudia Schillinger: Fränkische Osterbrunnen
In dem 1997 erstmals erschienenen und auf einer in den frühen 1980er Jahren entstandenen Zulassungsarbeit der Bamberger Lehramtsstudentin Claudia Schillinger fußenden Bildband Fränkische Osterbrunnen wird behauptet, die Osterbrunnen gingen auf „heidnische Ursprünge“ zurück. Claudia Schillinger deutet die Osterbrunnen als „Überreste wendischen Aberglaubens“. Sie stützt sich dabei auf als überholt geltende Theorien des frühen 20. Jahrhunderts zum Fortleben slawischer Traditionen in Oberfranken. Mit einer einzigen hochmittelalterlichen Quelle, in der der fränkische „Gutsherr“ Mahkorn in einem Erlass forderte, dass „Brunnen und Quellen zu Ostern mit frischem [Frühlings?-]Grün geschmückt sein sollten, weil das Frühjahr kommt“ versuchte Schillinger nachzuweisen, dass es schon damals Osterbrunnen gab. Sie bemühte sich jedoch nicht um eine Klärung des historischen Kontextes für das in dem Dokument geschilderte Ereignis. Daher bleibt unklar, um welches Ereignis es sich handelte, ob es mehrmals stattfand, welche Brunnen geschmückt wurden, oder ob das Geschehen in andere Tätigkeiten oder Brauchgeschehen eingebunden war. Die Tatsache, dass sonstige historische Aufzeichnungen über das Schmücken von Brunnen in Oberfranken fast völlig fehlen, begründet Schillinger mit der Unterdrückung des Brauches durch das Christentum, wodurch er historisch „kaum fassbar“ werde.

### Thüringer Quellenkulte bei Karl Weinhold

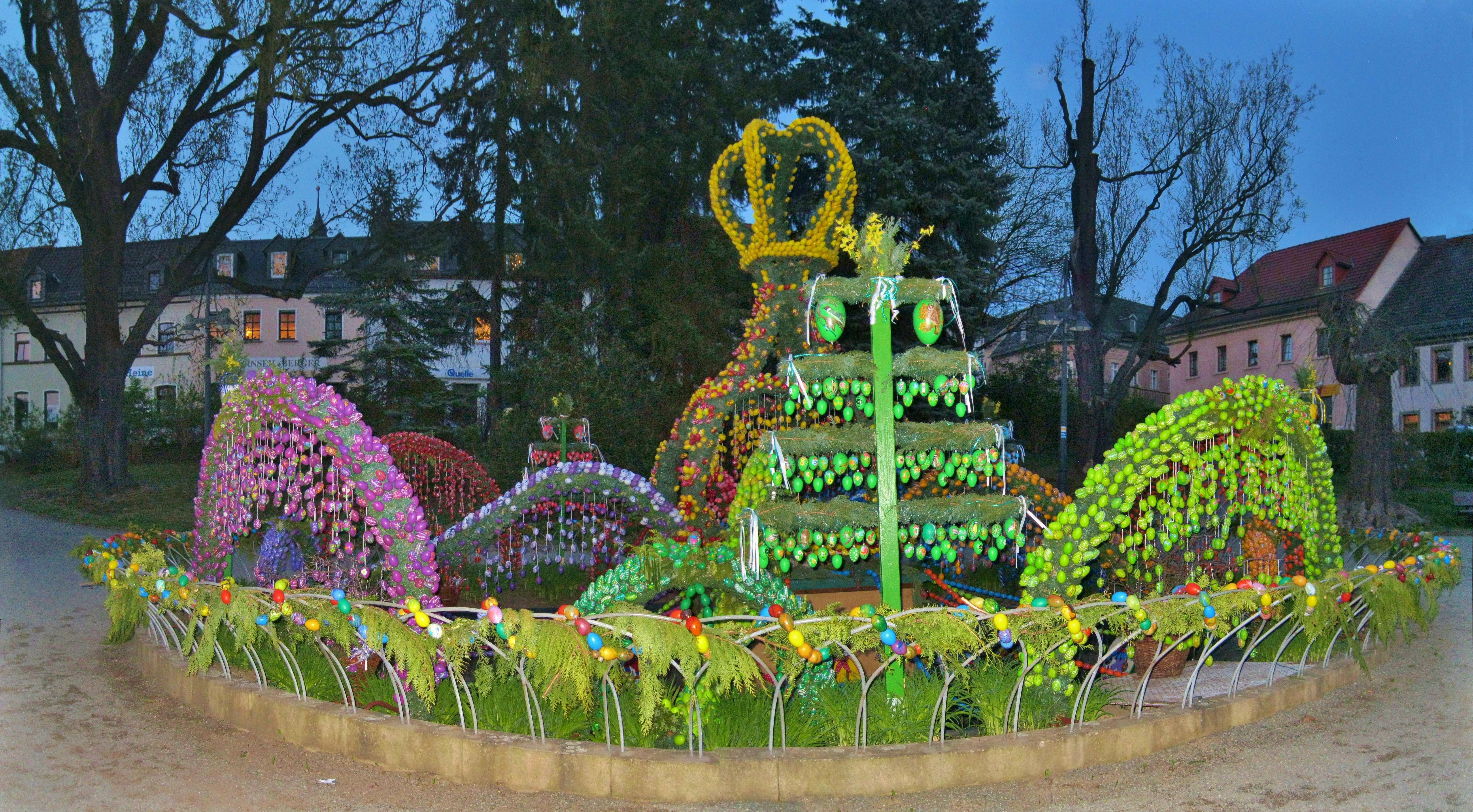
Thüringer Osterbrunnen unterhalb des Brunnenberges der Stadt Berga an der Elster

Eine weitere, von Befürwortern des heidnischen Ursprungs der Osterbrunnen zitierte Quelle ist der im Jahr 1898 unter dem Titel Die Verehrung der Quellen in Deutschland erschienene Aufsatz von Karl Weinhold. Weinhold schildert, dass es „in Thüringen zu den Hauptzeichen des alten Brunnenkults gehörte, die Brunnen zu reinigen und mit frischem Grün zu schmücken. Die Reinigung vollzogen [nach Weinhold] die Jungfrauen des Ortes unter Gebet und Gesang, wobei kein Mann anwesend sein durfte. Bis Sonnenaufgang musste die Reinigung beendet sein. Der Brunnen wurde dann bekränzt und der Festplatz geschmückt. Anschließend versammelte sich die Gemeinde zu Tanz und Spiel“. Weinhold nennt in diesem Aufsatz aber weder genaue Orte noch den Zeitpunkt, wo und wann das von ihm Geschilderte geschehen sein soll, weshalb seine Beschreibungen großteils als eigene Spekulationen nach dem Hörensagen kritisiert werden. Weinhold erwähnt allenfalls das Schmücken von Brunnen in Thüringen, ohne den Begriff Osterbrunnen zu nennen.